# Gerrit Jäger
Gerrit Jäger (Amsterdam, 7 juni 1863 – Den Haag, 27 augustus 1894) was een Nederlandse journalist en toneelschrijver. Hij werkte als redacteur bij de Haagse krant Het Vaderland. Hij was bevriend met de schrijver Louis Couperus. In 1890 droeg Couperus de tweede druk van zijn roman Eline Vere aan hem op. In 1892 bewerkte hij de roman Noodlot van Couperus tot toneelstuk.

## Ouderlijk gezin
Gerrit Jäger was het vierde kind van Johannes Godtlieb Jäger (Amsterdam, 18 juli 1829 – Dinant, 31 juli 1884) en Cornelia Johanna van der Jagt (Den Haag, 2 november 1833 – Amsterdam 25 november 1874). Zijn vader was notaris en gemeenteraadslid in Amsterdam. Zijn moeder was een dochter van de procureur mr. Gerrit van der Jagt (1807-1857), die plaatsvervangend rechter en gemeenteraadslid in Den Haag was. Gerrit had drie zussen en drie broers:
- Alida Christina Jäger (Amsterdam, 28 juni 1856 – Zeist, 13 april 1930). Zij is op 21 augustus 1879 in Amsterdam getrouwd met de predikant Pieter Kornelis Bijl (Amsterdam, 24 december 1852 – Assen, 29 mei 1894).[4]
- Cornelia Gerardina Jäger (Amsterdam, 14 juli 1859 – Den Haag, 25 maart 1922). Zij is op 21 juni 1888 in Den Haag getrouwd met de belastingambtenaar Rudolf de Bruyn Ouboter (Rotterdam, 20 december 1861 – Den Haag, 13 juni 1926).[5]
- Christiaan Jäger (Amsterdam, 31 augustus 1861 – Amsterdam, 4 november 1865).
- Johannes Godtlieb Jäger (Den Haag, 20 juli 1865 – Amsterdam, 2 juli 1880).[6]
- Cornelia Johanna Jäger (Amsterdam, 24 november 1867 – Den Haag, 31 mei 1907). Zij bleef ongehuwd.
- Christiaan Jäger (geb. Amsterdam, 9 maart 1870).[7]

Gerrit Jäger was elf jaar oud toen zijn moeder overleed. Acht dagen vóór haar overlijden was zij bevallen van een doodgeboren dochter. Op 24 maart 1880 is Gerrits vader in Wageningen hertrouwd met de tweeëntwintig jaar jongere Petronella Jacoba Nicolina van der Chijs (Koudekerk, 12 maart 1852 – Den Haag, 30 juni 1926). Dit huwelijk bleef kinderloos. Petronella Jacoba Nicolina van der Chijs was van 1885-1899 directrice van het Ooglijdersgasthuis in Utrecht.

## Letterkundig leven
Gerrit Jäger werkte als redacteur bij de Haagse krant Het Vaderland. Hij werd daarom door Couperus wel "Gerrit van de pers" genoemd. In zijn vrije tijd schreef hij toneelstukken. Zijn bekendste werk is Familieleven. Het werd in 1888 opgevoerd in Den Haag, Amsterdam en Arnhem. Van een stuk Armoê is het manuscript bewaard gebleven. Van twee werken is alleen de naam overgeleverd: De laatste koning en Een Sint Nicolaas-avond. Of Jäger nog ander werk geschreven heeft, is onbekend. Mogelijk zijn al zijn geschriften na zijn dood door zijn familie vernietigd.
Omstreeks 1888 werd Gerrit Jäger opgenomen in de kleine kring van intimi rond de schrijver Louis Couperus. Tot die kring behoorden Frans Netscher, Jan ten Brink en Johan Ram. Netscher was al op de HBS bevriend geraakt met Couperus. Ten Brink was daar hun leraar Nederlands. Hij werd in 1884 hoogleraar in de Nederlandse letterkunde aan de Rijksuniversiteit te Leiden en schreef regelmatig artikelen voor Het Vaderland. De vriendschap met Ram is in de jaren 1888-1890 ontstaan. Hij en Couperus waren toen beiden lid van het amateur-toneelgezelschap Utile et Laetum van Marcellus Emants. Waar en wanneer Jäger en Couperus elkaar voor het eerst hebben ontmoet, is niet bekend. Waarschijnlijk is hun vriendschap begonnen in het voorjaar van 1888, toen Couperus werkte aan zijn eerste roman Eline Vere.
Het Vaderland was de eerste krant in Nederland die een vaste rubriek Kunst en Letteren had. De rubriek stond onder leiding van dr. J. de Jong. Eline Vere werd in 1888 als dagelijks feuilleton door Het Vaderland gepubliceerd. De eerste aflevering stond in de krant van 17 en 18 juni, de laatste aflevering verscheen op 4 december. De Jong zou in 1923 memoreren dat het Gerrit Jäger was geweest, die de redactie met het werk van de nog vrij onbekende Couperus had laten kennismaken en er – door zijn enthousiasme en met steun van Ten Brink – toe had bijgedragen dat het als feuilleton geplaatst werd. Eline Vere was een succes. De roman werd in maart 1889 als boek uitgegeven en op 12 augustus 1890 bekroond met de D.A. Thiemeprijs. De tweede druk, die in november 1890 op de markt kwam, werd door Couperus aan Jäger opgedragen.
In mei 1890 voltooide Couperus zijn tweede roman Noodlot, die hij later dat jaar opdroeg aan Frans Netscher. In het voorjaar van 1892 begon Gerrit Jäger aan de bewerking van Noodlot tot toneelstuk. Hij bracht er een paar ingrijpende veranderingen in aan. Zo schrapte hij de dubbele zelfmoord aan het eind van het verhaal en zorgde hij voor eenheid van plaats door het stuk zich te laten afspelen in een villa te Scheveningen. De première van Noodlot was op 26 november 1892 in de Schouwburg Tivoli aan de Coolsingel in Rotterdam. De rollen van Eve, Frank en Bertie werden gespeeld door Guusje Poolman, Jan C. de Vos en Willem Royaards. In totaal werd het stuk 22 keer opgevoerd, onder andere in Amsterdam, Den Haag en Middelburg. Jäger bezocht de première in Rotterdam met zijn collega De Jong. Met Couperus was hij op 28 december 1892 in Den Haag aanwezig bij de voorstelling in de Koninklijke Schouwburg. Het stuk kreeg zowel positieve als negatieve reacties, maar over het algemeen was de ontvangst matig.

## Relatie met Couperus
Gerrit Jäger was een toegewijde vriend en een groot bewonderaar van Louis Couperus. Bastet (1987: 118) wijst op de overeenkomst tussen Jäger en de tamelijk sombere figuur van Dolf den Bergh in Couperus' roman Metamorfoze (1897). Deze Dolf den Bergh wordt in de roman, aan het eind van hoofdstuk XI van Het boek van Anarchisme, beschreven als: "altijd zoo goed, altijd zoo bereidwillig – om misbruik van te maken – zoo innig weinig egoïst, zoo altijd denkende aan anderen en zoo goed vriend, vol toegenegenheid, aanhankelijkheid en toewijding ..."
Ook uit de geschriften van twee tijdgenoten komt Jäger naar voren als een man die zijn vriend Couperus op handen droeg. Henri van Booven schrijft over hem: "Jäger was een stille droefgeestige, die in tegenstelling met den kritischen Netscher alles van en in Couperus bewonderde." En oud-collega De Jong merkt op: "Jäger was zeer bevriend met den jongen Couperus en wanneer hij over Louis begon, raakte hij niet spoedig uitgepraat." Volgens De Jong had het enige durf van de redactie gevergd om Eline Vere als feuilleton in Het Vaderland te plaatsen: "Maar wie geen oogenblik wankelde, dat was de goeje Gerrit Jäger; hij was in verrukking en bleef in aanbidding tot Louis opzien. Elk boek van hem bracht hem in extase, ook toen men den schrijver weleens meer begon te critiseren."

## Ziekte en dood
De laatste jaren van zijn leven dacht Gerrit Jäger dat hij ongeneeslijk ziek was. Bastet (1987: 147) stelt dat Jäger dat al dacht toen Johan Ram op 2 mei 1891 voor vijf jaar naar Atjeh vertrok, maar hij laat in het midden of het een echte of een ingebeelde ziekte was. Elders verwijst Bastet (1987: 172n) naar Van Booven, die in zijn Couperus-biografie schrijft: "Jäger, wiens zwakke geest reeds teekenen van een grooter verval begon te vertonen, was door een idee fixe aangetast; een ongeneeslijke kwaal, meende hij, sloopte hem en zou hem het leven weldra ondragelijk maken." De Jong typeert Jägers ziekte als peines du coeur (hartzeer): "Arme Jäger! Hij had een zwakke gezondheid en moest tot herstel een badkuur doen. De kuur en de rust daarna konden hem niet voldoende sterken tegen peines du coeur en hij stierf jong nog." Kennelijk ging Jäger gebukt onder wat wij nu depressie of hypochondrie zouden noemen.
Gerrit Jäger maakte op maandag 27 augustus 1894 een einde aan zijn leven door zich te verdrinken in het Verversingskanaal in Den Haag. Hij was 31 jaar oud en ongehuwd. Hij werd op donderdag 30 augustus 1894 "onder oprechte en hartelijke belangstelling van velen" in Den Haag begraven op de begraafplaats Eik en Duinen.
- Nederlandse Thesaurus van Auteursnamen: 321615719
- Virtual International Authority File: 287404572
- WorldCat: E39PBJvRR4MCxrXhf8QyGkhGpP